# Sali Çekaj
Sali Çekaj lub Sali Çeku, ps. Veterani (ur. 22 czerwca 1956 w Broliqi, zm. 19 kwietnia 1999 w Košare) – kosowski wojskowy, żołnierz UÇK poległy w bitwie o Košare, bohater Kosowa.

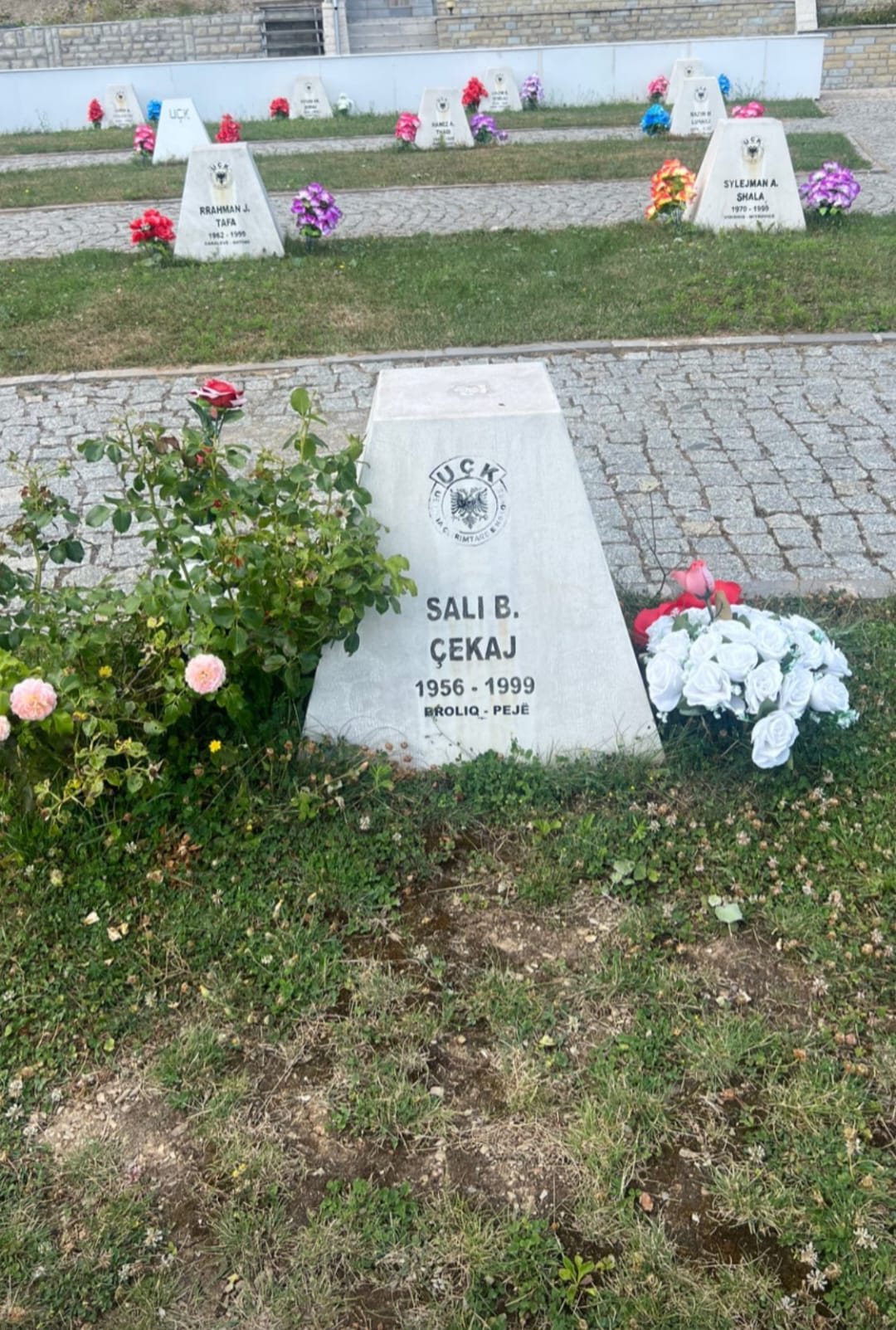
Grób Salego Çekaja w Košare

## Życiorys
W 1981 roku uczestniczył w protestach w Kosowie. Podczas wojny w Kosowie służył w UÇK, gdzie należał do 138. Brygady. Zginął dnia 19 kwietnia 1999 roku podczas bitwy o Košare.
Na jego cześć wzniesiono pomnik w Dečani. 19 kwietnia 2005 roku został pośmiertnie uhonorowany tytułem Bohatera Kosowa.